# Krijska pisava
Krijska pisava je različica kanadske staroselske zlogovne pisave, ki se uporablja za zapisovanje narečij krijščine, vključno z izvirnim zlogovnim sistemom, ustvarjenim za krijščino in očipvejščino. Za krijščino obstajata dve glavni vrsti zlogovne pisave: zahodna krijska pisava in vzhodna krijska pisava. Pisava je bila pozneje prilagojena številnim drugim jezikom. Ocenjuje se, da to pisavo uporablja več kot 70.000 govorcev algonkinskih jezikov, od Saskatchewana na zahodu do Hudsonovega zaliva na vzhodu, meje z ZDA do Mackenzieja in Kewatina (Severozahodna ozemlja in Nunavut) na severu.